# Бучацька гімназія імені Володимира Гнатюка
Бучацька гімназія імені Володимира Гнатюка — середній навчальний заклад у м. Бучачі на Тернопільщині.

## Коротка історія

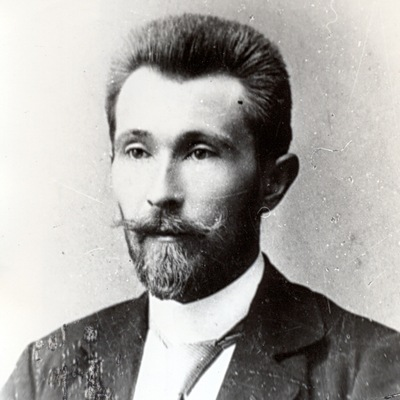
Володимир Гнатюк

Утворена в період після відновлення Української державности. 20 серпня 1993 р. представник Президента України в Бучацькому районі Ілля Козира видав розпорядження № 235 про відкриття двох гімназійних класів. У 2000 році закінчилося організаційне становлення гімназії — відбувся перший випуск гімназистів.

### Приміщення
Приміщення гімназії споруджене в 1890-х роках. За даними бучананина-емігранта, діяча українського товариства «Просвіта» Івана Бобика — в 1897—1898 роках.
Авторами проєкту українські дослідники називають архітекторів Джованні Батісту Феррарі й Топольницького, польські — архітекторів зі Львова Тадеуша Мостовського та Гіполіта Слівінського.

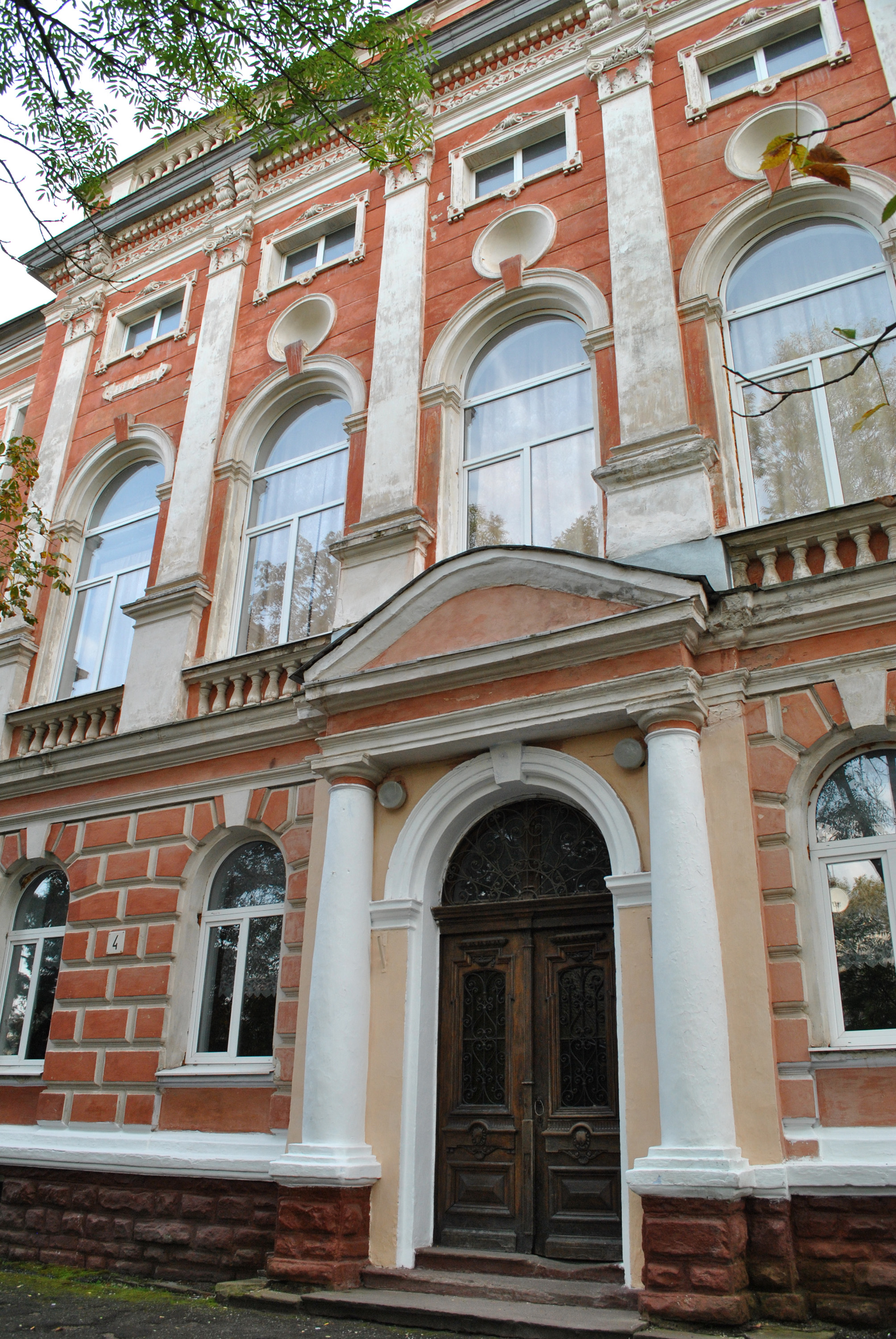
Круглі ніші для погрудь Словацького, Міцкевича, Красінського

На фасаді будинку над вікнами другого поверху збереглися круглі ніші з підставками, на яких свого часу були погруддя польських поетів-провісників Адама Міцкевича, Юліуша Словацького, Зиґмунт Красінського.
У приміщенні гімназії діяли:
- за часів Австро-Угорщини, Західно-Української Народної Республіки[джерело?], Другої Польської Республіки — Бучацька цісарсько-королівська (державна) 8-класна гімназія,
- за «перших совітів» — Бучацька середня школа,
- у роки Другої світової війни — учительська семінарія та торговельна школа[джерело?],
- від 1950 р. — середня школа[5], яку в 1971 р. назвали іменем Володимира Гнатюка (з 1979 р. — СШ № 1 — після відкриття СШ № 2).

## Відомі люди

### Вчителі
- Марія Дармохід — заслужений вчитель України (з 1 жовтня 2016[6])
- Михайло Станкевич (СШ № 1)

### Учні СШ №1 та гімназії ім. Володимира Гнатюка

#### Бучацька середня школа (№1)
- Микола Бевз[7], Володимир Бугров[8], Богдан Гаврилишин,[9] [10]Михайло Голютяк, Віктор Гребеньовський, Микола Кміть, Микола Козак, Ярослав Крижанівський, Галина Лопушанська[11], Ігор Пилатюк, Роман Тельович[джерело?],

#### Бучацька гімназія ім. В.М.Гнатюка
Серед випускників — Мар'яна Максим'як, українська поетка, прозаїк, громадський діяч.